# 1億円えっち男事件
1億円えっち男事件（いちおくえんえっちおとこじけん）は、日本で起きた詐欺事件。
犯人の男Aは、タレントの女性らに対して広告代理店の幹部を騙り、架空の仕事を斡旋するふりをしたり、1億円と書かれた小切手を取り出して金銭を支援するふりをしたりして、性行為を強要していた。被害女性は100人にのぼる。

## 概要
2023年5月15日にAは詐欺の疑いで神奈川県川崎警察署に逮捕された。Aは広告代理店の幹部を騙っていたが、実際は住所不定の無職であった。2023年5月15日までに、2009年3月、2013年2月、2018年12月と3回も逮捕されていた。いずれも詐欺罪で実刑判決を受けて、計9年6ヶ月間も服役していた。2021年11月に出所してからも犯行を繰り返しており、それから16件の被害届が出ている。
2009年3月に逮捕された件では、自らはブリヂストンの跡継ぎで電通の社員であると騙り、イメージガールにしたいとタレント事務所に所属していた女性から金を騙し取って詐欺の疑いで逮捕されていた。
2023年に逮捕されたときの手口では、自らがCMを企画している人物であると騙り、タレントの女性に現在企画しているCMのイメージに合っている珍しいケースであるというメールを送っていた。このメールを信じて出向いた女性は、博報堂の執行役員と騙られて、多額が支払われる愛人契約が持ちかけられた。Aは体型確認をすると言って服を脱がせて性行為をするに至っていた。その後、買い物をするもののAは今度払うと嘘をついて女性に支払わせて、実際には支払わずに逃亡していた。
探偵ファイルでは1億円えっち男の記事がシリーズになっており、2005年6月から掲載されている。